# Mikołaj Szołtysek
Mikołaj Szołtysek (ur. 1974 we Wrocławiu) – polski historyk i demograf historyczny, dr hab., adiunkt Instytutu Historycznego Wydziału Historycznego Uniwersytetu Warszawskiego i Hungarian Demographic Research Institute.

## Życiorys
W 1998 uzyskał tytuł magistra w Instytucie Historycznym Uniwersytetu Wrocławskiego, 24 września 2003 obronił napisaną pod kierunkiem Marka Górnego pracę doktorską Ludność parafii bujakowskiej w XVIII i XIX wieku. Między „Unikalnym” systemem formowania się gospodarstw a swoistością pogranicza. W 2015 uzyskał stopień doktora habilitowanego oraz tytuł Privat-Dozent na Uniwersytecie Marcina Lutra w Halle i Wittenberdze (Niemcy). Pracował w Instytucie Historii na Wydziale Filologicznym i Historycznym Akademii Pomorskiej w Słupsku, w Cambridge Group for the History of Population and Social Structure na Uniwersytecie Cambridge (2006–2008). W latach 2009–2014 był zastępcą kierownika Laboratorium Demografii Historycznej w Max Planck Institute for Demographic Research w Rostocku. W latach 2014–2017 pracował jako Senior Research Fellow w Max Planck Institute for Social Anthropology w Halle (Saale).
Jest stypendystą Fundacji na Rzecz Nauki Polskiej, Marie Skłodowska Curie Individual Fellowship, w latach 2018–2019 w Instytucie Historycznym na Wydziale Historycznym Uniwersytetu Warszawskiego realizował grant NCN Polonez 3.
Pracował na stanowisku Senior Research Fellow w Hungarian Demographic Research Institute w Budapeszcie. Jest członkiem Komitetu Nauk Demograficznych PAN.

## Życie prywatne
Ma żonę i troje dzieci.